# Państwowy Instytut Telekomunikacyjny

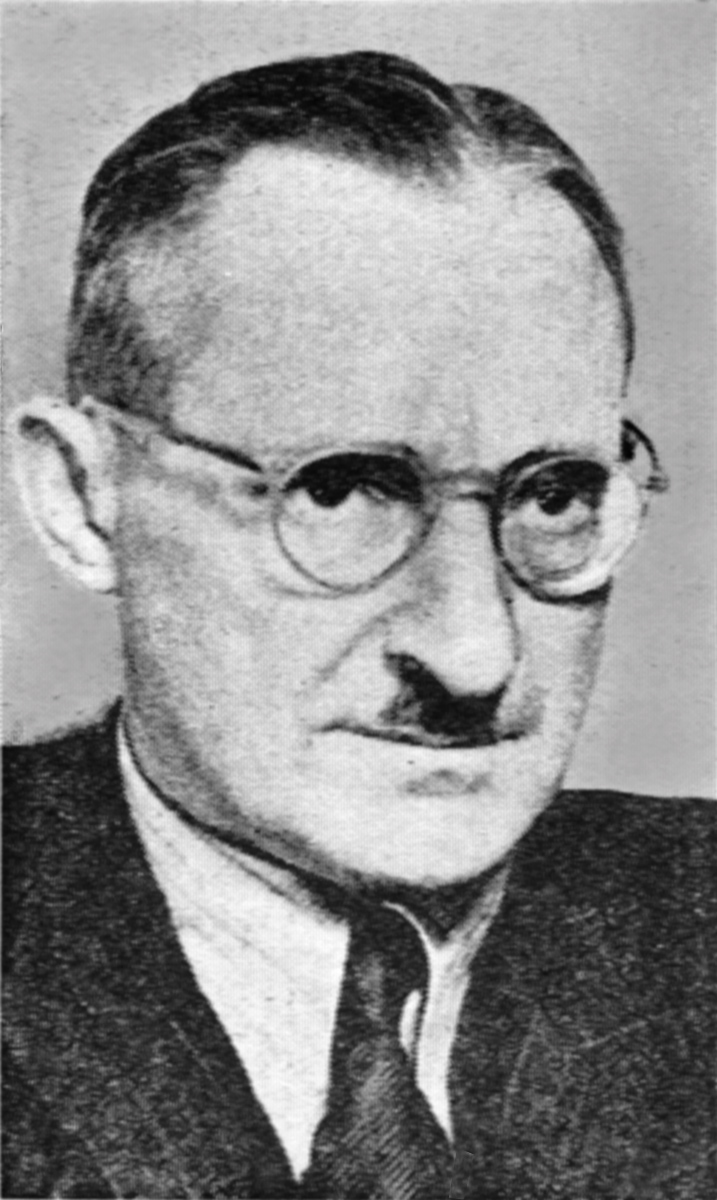
Janusz Groszkowski

Państwowy Instytut Telekomunikacyjny (inaczej PIT) – instytut naukowo-badawczy z siedzibą w Warszawie, założony w 1934 roku przez profesora Janusza Groszkowskiego, który był jego dyrektorem do 1951 roku, z przerwą spowodowaną II wojną światową.
Instytut miał siedzibę przy ul. Ratuszowej 11.
W 1951 r. Instytut podzielił się na: Przemysłowy Instytut Telekomunikacji i Instytut Łączności (IŁ).